# Praterstern

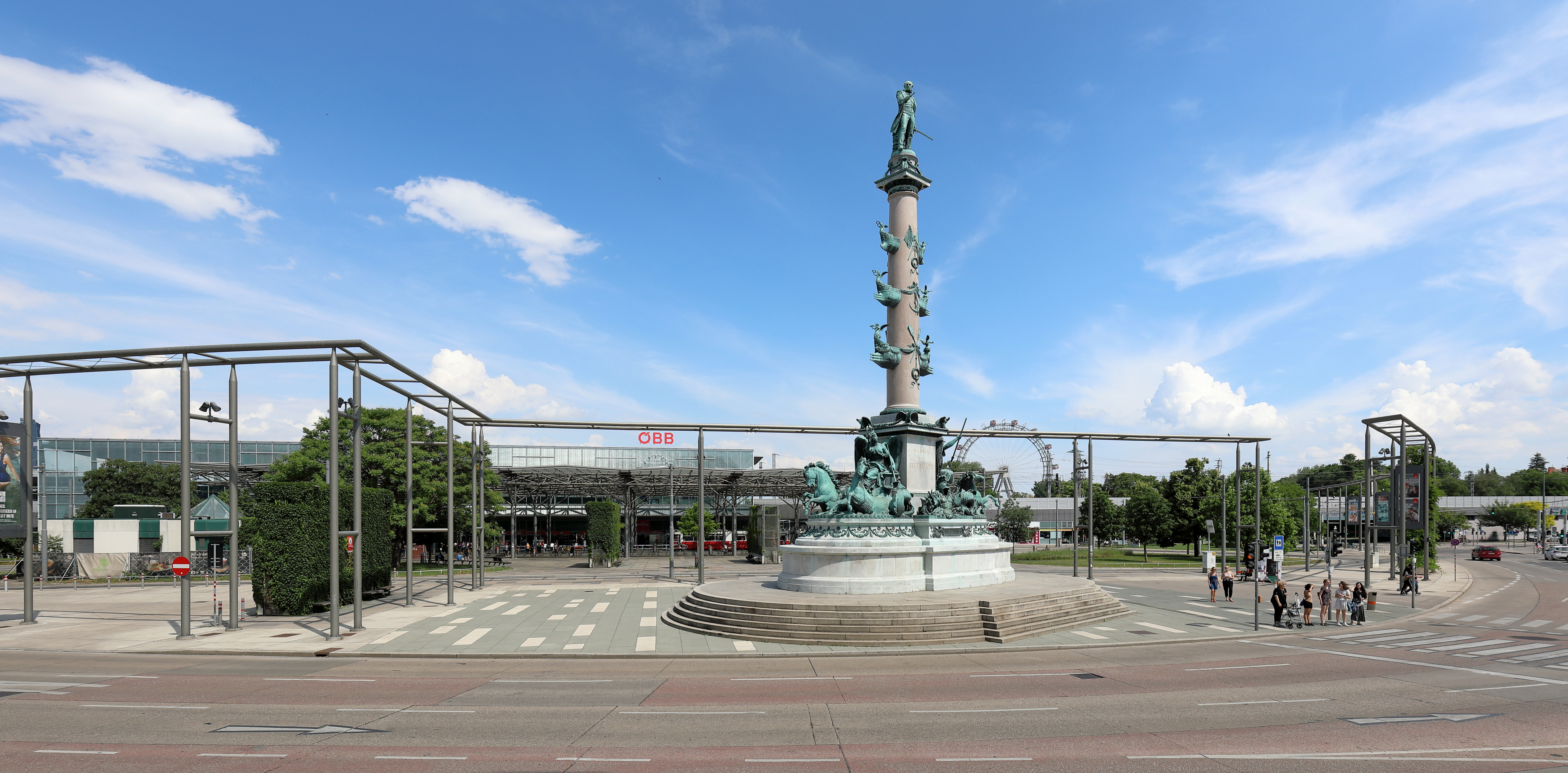
Ansicht des Pratersterns vom Westen mit dem Tegetthoff-Denkmal und der Pergola, die 2020 entfernt werden sollte

Der Praterstern ist ein Platz in der österreichischen Hauptstadt Wien, der heute die Form eines Kreisverkehrs hat. Er befindet sich im 2. Wiener Bezirk, Leopoldstadt, und wird durch den Zusammenlauf von sieben Straßen gebildet. Neben dem Bahnhof Wien Praterstern dominiert ein Denkmal für den österreichischen Admiral Tegetthoff den Platz. Vor dem Verteilerkreis Favoriten ist der Praterstern der größte Kreisverkehr in Wien.

## Geschichte

### Bis 1945

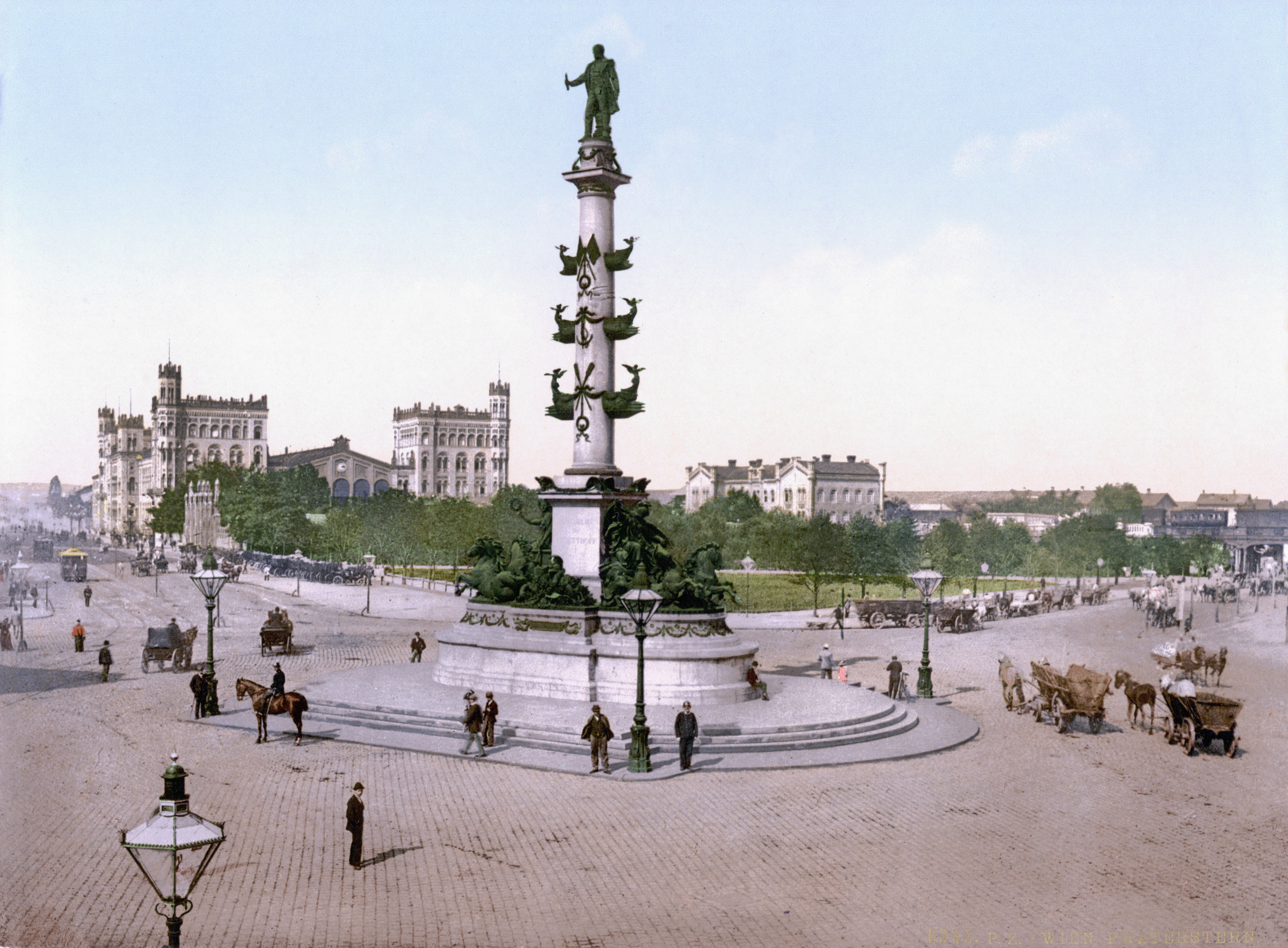
Praterstern mit Tegetthoff-Denkmal und dem alten Nordbahnhof im Hintergrund von Südwesten aus gesehen (um 1900)

Im späten 18. Jahrhundert gab es hier bereits einen Platz, in den sieben Alleen mündeten; die städtische Bebauung, vom Donaukanal nordöstlich vordringend, war aber hier bis ins 19. Jh. zu Ende, weil Auen der unregulierten Donau angrenzten; nicht nur der Prater, sondern Auen auch dort, wo sich heute Nordbahn- und Stuwerviertel befinden. Der Platz wurde nichtamtlich z. B. bereits 1838 Praterstern genannt.
Nach der Errichtung des ersten Nordbahnhofes im Jahr 1838, des ersten Wiener Bahnhofs überhaupt, entwickelte sich die benachbarte Kreuzung sukzessive zu einem Verkehrsknotenpunkt, da die Nordbahn, die die Stadt mit Mähren, Österreichisch-Schlesien und Galizien verband, sich bald als die wichtigste Bahnverbindung der Stadt und der ganzen Monarchie erwies. 1859 wurde das Viadukt der Verbindungsbahn in Form eines Kreissegments um den Platz geführt; zwischen Ausstellungsstraße und Hauptallee wurde in den 1880er Jahren die bis 1945 existierende Haltestelle Wien Praterstern errichtet. 1865 wurde das bis 1945 benützte Aufnahmsgebäude des Nordbahnhofs eröffnet.
1868 wurde die erste Pferdebahnlinie des 2. Bezirks über den Praterstern (Schottentor–Ringstraße–Praterstraße-Praterstern–Schwimmschulallee, heute Lassallestraße) eröffnet. Nach der Donauregulierung 1870–1875 konnte das Gelände „stadtauswärts“ des Pratersterns mit dem heute bestehenden Straßennetz verbaut werden.
Zur Weltausstellung 1873 wurde 200 Meter nordwestlich des Pratersterns das luxuriöse Römische Bad eröffnet; – es wurde 1953 geschlossen.
1879 erhielt der Platz auch amtlich den Namen Praterstern. Seit 1897 verbindet die erste elektrisch betriebene Straßenbahnlinie Wiens, die spätere (und heutige) Linie 5, den Praterstern mit dem Westbahnhof. Da ihre Schleife nahe dem Prater lag, wurde sie lang mit dem Fahrtziel „Volksprater“ betafelt.
1897 wurde in Sichtweite des Pratersterns das Wiener Riesenrad eröffnet, bis heute eines der Wahrzeichen der Stadt.
Die sieben Straßen, deren Zusammenlauf den Praterstern bildet, trugen im Lauf der Jahrhunderte verschiedene Namen. Heute tragen sie die Namen
- Praterstraße (Verbindung vom Stadtzentrum zum Prater),
- Heinestraße (Verbindung vom Augarten zum Prater),
- Nordbahnstraße (entlang des Nordbahnviertels, vor der Regulierung Zufahrt zur Donaubrücke),
- Lassallestraße (entlang des ehemaligen Frachtenbahnhofs, Verbindung zum Hauptstrom der Donau nach dessen Regulierung, zum 22. Bezirk und ins Marchfeld),
- Ausstellungsstraße (Verbindung zur Messe Wien, früher zum Gelände der Weltausstellung 1873, und zum Prater als Vergnügungspark),
- Hauptallee (mit der Heinestraße Verbindung vom Augarten durch den „grünen Prater“ zum kaiserlichen Lusthaus) und
- Franzensbrückenstraße (Verbindung zum Donaukanal und zum 3. Bezirk).

Stand das 1886 enthüllte Tegetthoff-Denkmal, eine Columna rostrata, ursprünglich genau in der Mitte des Platzes, so liegt es, spätestens seit 1955, bedingt durch die Erweiterung des Pratersterns, an seinem westlichen Rand, ohne verschoben worden zu sein.
Rund um das Denkmal wurde im Kreisverkehr gefahren; auch Straßenbahngleise führten zweigleisig fast komplett um das Denkmal. Im Herbst 1938 wurde auf Rechtsverkehr umgestellt.

### Seit 1945
1945 wurde der Nordbahnhof durch Bombardierung und Artillerieduelle schwer beschädigt; das historische Aufnahmsgebäude blieb bis Mitte der 1960er Jahre als Ruine stehen, die Nordbahnbrücke über die Donau war erst 1959 wieder befahrbar. 1954 / 1955 wurde der Kreisverkehr stark vergrößert, die ursprüngliche Sternform des Platzes ist seither nicht mehr erkennbar. Dabei wurde das Bahnviadukt ins neue Zentrum der Verkehrsfläche verlegt und bis 1959 der neue Bahnhof Wien Praterstern mit fünf Gleisen errichtet. Der Praterstern (vorher der Nordbahnhof) war (ausgenommen den Zeitraum 1945–1959) seit Jahrzehnten Knotenpunkt intensiven Regionalverkehrs mit Dampfbetrieb (Nordbahn, 1924–1943 und von 1959 an auch Nordwestbahn). Seit 1962 verläuft die Schnellbahn-Stammstrecke (Floridsdorf–Meidling, elektrischer Betrieb) über den Praterstern.
Beim Umbau 1954 / 1955 wurden Fußgängertunnel errichtet, um die Anzahl der Kreuzungen des Fußgängerverkehrs mit dem Autoverkehr zu reduzieren. In den achtziger Jahren wurden wieder oberirdische Fußgängerübergänge angelegt. 1981 wurde die U-Bahn-Station Praterstern als nördliche Endstation der Linie U1  eröffnet; 1982 wurde die U1 bis Kagran verlängert (seit 2006 führt sie bis Leopoldau). Bis dahin war der Platz von zahlreichen Straßenbahnlinien bedient worden (vor 1960: A, Ak, B, Bk, C, 25R, 25K; Endstation von E2, G2, 5 und 25). In den neunziger Jahren verwahrlosten die Verkehrsanlagen auf dem Platz beträchtlich; er wurde zum Treffpunkt von Menschen mit viel Tagesfreizeit und alternativem Lebensstil. Während der neuerliche Umbau des Pratersterns und der Neubau des Bahnhofs geplant und durchgeführt wurden, entstand die Verlängerung der U-Bahn-Linie U2 vom Schottenring zum Stadion; seit 2008 kreuzt sie die U1 auf dem Praterstern unterirdisch und hat hier eine Station.
Gebäude mit Hausnummern des Pratersterns bestehen nur zwischen Heinestraße, Nordbahnstraße und Bahnhof, da in den anderen einmündenden Straßen die Häuser bis zur Einmündung unter den Straßennamen aufscheinen (z. B. ist das Haus Heinestraße 42 Eckhaus zur Praterstraße) oder an den Kreisverkehr Grünflächen anschließen:
- Praterstern 1 / Heinestraße 41–43: „Hochhaus am Praterstern“, 1953–1955 vom Verband Wiener Arbeiterheime und einer Wohnbaugenossenschaft errichtet, Eckrisalit 14-stöckig; mit Volkshochschule Leopoldstadt und „Festsaal am Praterstern“, einem Mehrzwecksaal[6]
- Praterstern 2: historisches Eckhaus zur Nordbahnstraße
- Praterstern 3: Sitz der ÖBB-Infrastruktur AG

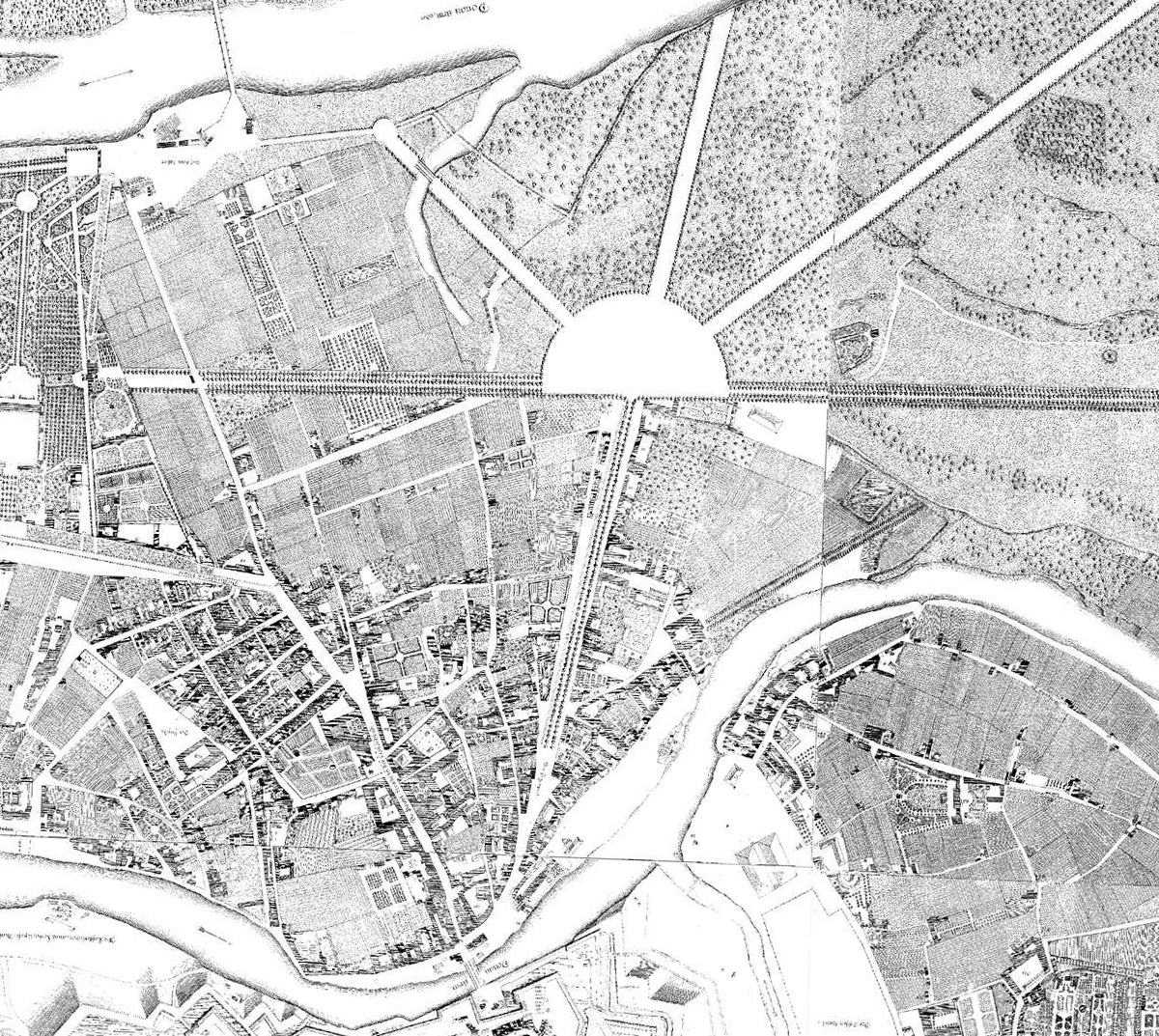
Praterstern 1773 (Karte von Joseph Anton Nagel; 10 Uhr entspricht Norden)

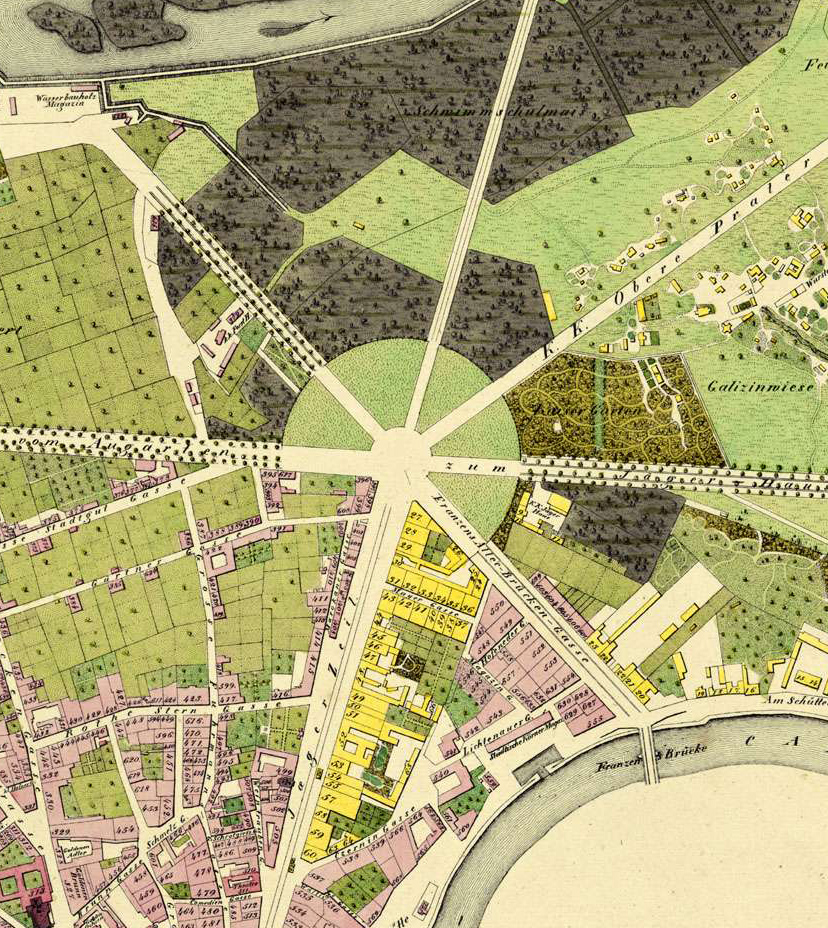
Praterstern ca. 1830 (Karte von Carl Graf Vasquez)

### Darstellung auf Stadtplänen
- 1773: Der Praterstern ist zu erkennen, der Halbkreis in der östlichen Hälfte scheint keine Funktion zu haben.
- Ca. 1830: Der Straßenkreuzungspunkt ist zu zwei Dritteln von einer kreisförmigen Grünfläche umgeben und ansonsten unverbaut.
- 1856: Der Platz ist, obwohl offiziell noch nicht so benannt, als Praterstern ersichtlich. Gegenüber dem Nordbahnhof steht das k.k. Forsthaus, statt des Stuwerviertels besteht Aulandschaft mit dem Feuerwerksplatz.
- Kurz vor 1900: Das Nordbahnviertel ist bereits vorhanden, das Stuwerviertel noch nicht.
- 1912: Auch das Stuwerviertel ist nun verbaut. Auf dem heutigen Parkgelände Venediger Au hat sich ein Teil des Volkspraters mit dem Zirkus Busch ausgebreitet. Der Westteil des Pratersterns ist von Häuserblöcken umgeben, der Ostteil von Grünflächen, an deren Außenseite das Viadukt der Verbindungsbahn verläuft.
- Rotes Wien: wie zuvor. Zwischen Heine- und Nordbahnstraße sowie zwischen Hauptallee und Franzensbrückenstraße bestehen Straßenbahnschleifen. Seehöhe des Denkmals: 161 m.
- 1936: Die Lassallestraße heißt nun Reichsbrückenstraße.
- Ca. 1954: Der Nordbahnhof scheint wie andere Bahnhöfe auf. (Tatsächlich war das Bahnhofsgebäude seit 1945 außer Betrieb.) In der Venediger Au bestehen keine Praterbetriebe mehr (sie wurden hier nach den Kriegsschäden nicht wieder errichtet).
- 1959: Außer mit der Straßenbahn kann man den Praterstern mit der Autobuslinie 4 (Westbahnhof–Stephansplatz–Praterstern) und der Autobus-Nachtlinie A (Keplerplatz–Stephansplatz–Praterstern) erreichen. Der Nordbahnhof scheint als „ehem.“ (ehemaliger) auf.
- 1972: Das Nordbahnhofgebäude ist mittlerweile abgerissen. Das große Bahnhofsgelände scheint als Frachtenbahnhof Praterstern auf.
- 1976: Die in Bau befindliche U-Bahn-Linie U1 ist bereits ersichtlich. Diese Linie sollte für längere Zeit auf dem Praterstern ihre nördliche Endstation haben. Der Einsturz der Reichsbrücke im gleichen Jahr beschleunigte den Bau der Verlängerung nach Kagran stark.

## Gegenwart

### Funktionen des Platzes
Der Praterstern ist heute mit folgenden Funktionen einer der wichtigsten Verkehrsknoten der Stadt:
- Bahnhof Wien Praterstern: Der aktuelle Nachfolger des historischen Nordbahnhofs wurde 2008 fertiggestellt. In der viergleisigen Hochbahnstation reichen die Bahnsteiglängen auch für Fernzüge aus. Der Bahnhof ist Haltepunkt mehrerer S-Bahn-Linien und der Regionalzüge in das nördliche und südliche Niederösterreich; von 2017 bis 2019 war er zudem neben dem Wiener Westbahnhof einer der Wiener Endbahnhöfe der privaten Westbahn, die Wien mit Salzburg verbindet.
- U-Bahn-Station Praterstern: Linien U1 und U2
- Straßenbahnendstation der Linie 5 und Haltestelle der Linie O; diese wurde am 3. Oktober 2020 in die Bruno-Marek-Allee im Nordbahnviertel verlängert
- Autobushaltestellen der Linien 5B, 80A und 82A, der Nachtlinien N25 und N29 sowie regionale Postbus-Linien in das nördliche Niederösterreich
- Achse vom Stadtzentrum in den 22. Bezirk (mit UNO-City) und ins Marchfeld: der Straßenzug Praterstraße–Praterstern–Lassallestraße–Mexikoplatz–Reichsbrücke–Wagramer Straße
- Zufahrt zu den Schiffsstationen an der Donau, zur Neuen Donau, zum Wiener Prater, zur Messe Wien (mit Kongresszentrum), zur Wirtschaftsuniversität Wien, zur Sigmund Freud Privatuniversität Wien, zur Trabrennbahn Krieau, zum Ernst-Happel-Stadion, zum Stadionbad und bis Juli 2021 zum danach abgerissenen Ferry-Dusika-Radstadion.

### Umbau bzw. Neugestaltung
Die Wiener Stadtplanung und die Österreichischen Bundesbahnen befassen sich etwa seit 1995 mit der Neugestaltung bzw. dem Umbau des Pratersterns. 50 Jahre nach dem letzten Umbau, der 1955 fertiggestellt wurde, war der Platz neuerlich Großbaustelle. Ziel der Maßnahmen war, den Komfort für die Nutzer öffentlicher Verkehrsmittel durch übersichtlichere Anordnung der Haltestellen und Verbesserung der Umsteigerelationen zu steigern, lang aufgeschobene Erneuerungsarbeiten am Verkehrsbauwerk durchzuführen und die architektonische Gesamterscheinung des Platzes deutlich zu verbessern.
- Der Umbau bzw. Neubau des Bahnhofs Wien Praterstern (zuvor Wien Nord) wurde 2004–2008 im Auftrag der ÖBB von Albert Wimmer gestaltet. Abgesehen von der Nutzung der tragenden Struktur des Viadukts wurde der Bahnhof komplett neu errichtet und umfasst nun erstmals eine glasüberdachte Halle auf Bahnsteigebene (vorher waren nur die einzelnen Bahnsteige überdacht) mit zwei Mittelbahnsteigen und vier Gleisen. Die Bahnsteiglängen sind auch für Fernzüge geeignet.
- Boris Podrecca, der mehrere prominente Plätze in europäischen Städten gestaltet hat, legte 2002 gemeinsam mit B. Edelmüller und Werner Sobek seinen Entwurf für die Planung des zentrumsnäheren, westlichen Teils des Platzes vor. 2009 war dieser Entwurf größtenteils realisiert: Die Haltestellen für Straßenbahn und Autobus auf dem Bahnhofsvorplatz sind mit einem 3.000 m² großen Glasdach geschützt, das die Weite des Platzes unterstreicht und sich optisch auf das Tegetthoff-Denkmal bezieht. Im Halbkreis um das Denkmal nimmt eine große Pergola (sie sollte 2020 entfernt werden, weil ihre Optik Kritik hervorrief) die ursprüngliche Platzform auf.[7] 2010 sollte ein Brunnen mit Wasserspielen fertiggestellt sein.[8] Von Ende August bis Mitte September 2020 sollte die Stangenkonstruktion abgebaut werden.[9]
- Der zentrumsfernere Platzteil zwischen Bahnhof, Lassallestraße, Venediger Au und Prater wird nach dem Entwurf von Gerhard Mossburger umgebaut und ist derzeit noch in Arbeit.[10] Hier sind vor allem die Fußgängerströme Richtung Prater und Hauptallee zu bewältigen, die den mehrspurigen Kreisverkehr kreuzen. Außerdem verläuft auf dieser Platzseite der Lieferverkehr zum Bahnhof und zu den darunter eingerichteten Geschäftslokalen.

Um das Jahr 2010 wurde der Praterstern häufig mit Gewalt und Suchtgift in Verbindung gebracht. Stadtverwaltung und Polizei haben entsprechende Sicherheitsmaßnahmen ergriffen. Unter anderem gilt seit dem 27. April 2018 ein generelles Alkoholverbot auf dem Praterstern und in der Parkanlage Venediger Au; ausgenommen vom Verbot sind nur gastronomische Betriebe. Zudem gilt seit dem 1. Februar 2019 auf dem Praterstern sowie der näheren Umgebung ein Waffenverbot, das das Mitführen sämtlicher Waffen verbietet. 2019 begannen die Vorarbeiten für die Errichtung einer neuen Polizeistation direkt neben dem Bahnhof, die 2020 fertiggestellt wurde. 
Von 2019 bis 2022 wurde der Praterstern im Auftrag der Stadt (vertreten durch die MA 19 – Architektur und Stadtgestaltung) durch KENH Architekten und D\D Landschaftsplanung umgestaltet. Leitbild der im August 2022 präsentierten Umgestaltung war die Maximierung der Grünbereiche und die Schaffung eines lebendigen urbanen Platzes, der auf die Bedürfnisse diverser Nutzer:innengruppen Rücksicht nimmt. Der Entwurf von KENH Architekten und D\D Landschaftsplanung zielt auf tiefgreifende Verbesserungen der Aufenthaltsqualität ab, die besonders auch das subjektive Sicherheitsgefühl der Menschen auf dem Platz stärken sollen. Mit einem Mix aus gestalterischen Interventionen wird der Hitzebildung auf dem Platz vorgebeugt und somit auf die Bedingungen in Zeiten der Klimakrise reagiert.
- Platz am Platz: 500 Quadratmeter nutzungsneutrale Fläche wurden geschaffen
- Mehr Aktionsflächen: klar definierte Bereiche für Veranstaltungen aller Art
- 500 Quadratmeter Wasserspiel gegen Überhitzung am Platz
- Mehr Grünraum: Grünflächen wurden auf 8.000 Quadratmetern nahezu verdoppelt
- Der grüne Ring: Fassung des Platzes durch Bepflanzungen als psychologischer Lärmschutz
- Insgesamt 101 Bäume am Platz, davon 56 neue Baumpflanzungen
- Aktuell größtes Schwammstadtprojekt Wiens für langlebige und gesunde Bäume
- Rund 190 neue Sitzgelegenheiten für alle Nutzenden sowie ergänzende urbane Steine als alternative Verweilmöglichkeit und Gestaltungselemente
- Verbesserung der Lichtsituation für einen sicheren Praterstern
- Künstlerische Neugestaltung der Unterführung zur Kaiserwiese inklusive Beleuchtung

Einhergehend mit dem Umbau des Pratersterns zeichnete KENH 2022 auch für die Sanierung und Umgestaltung der ehemaligen Polizeistation aus den 1980er-Jahren (Hedy und Michael Wachberger) in der Mitte des Platzes verantwortlich. Seit September 2023 befindet sich darin eine Dependance des Café Engländer.

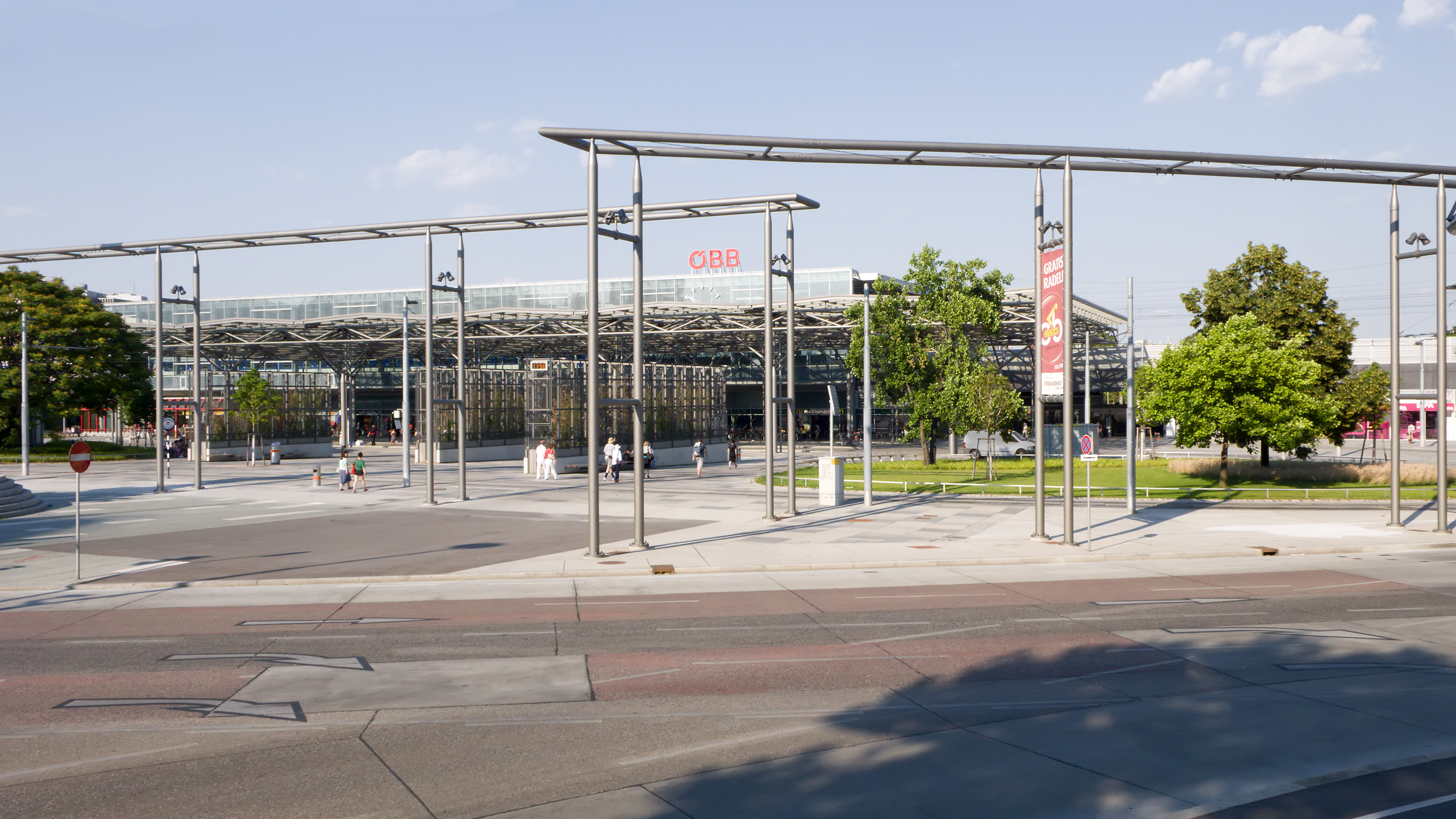
Praterstern, westlicher Teil
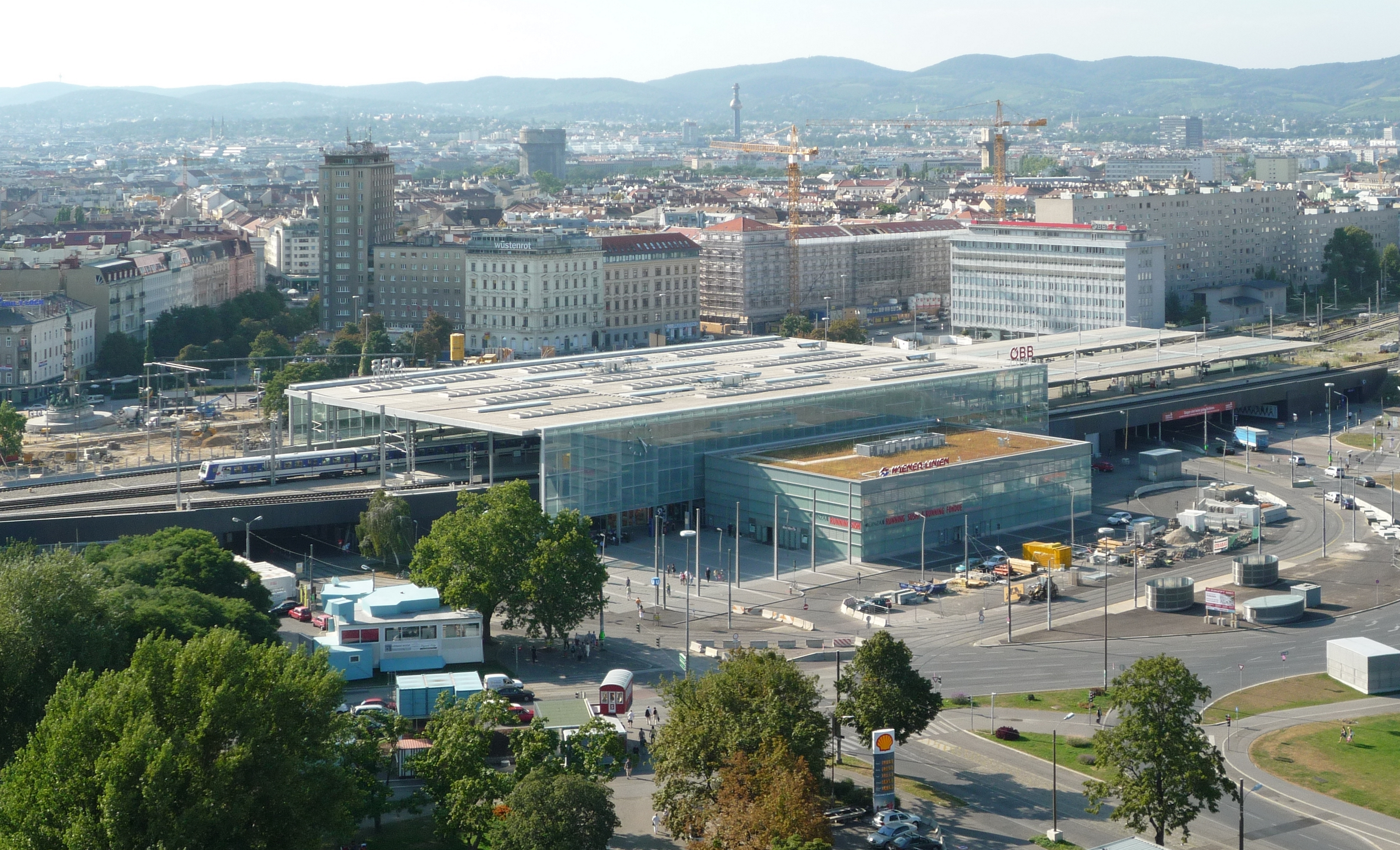
Praterstern, östlicher Teil
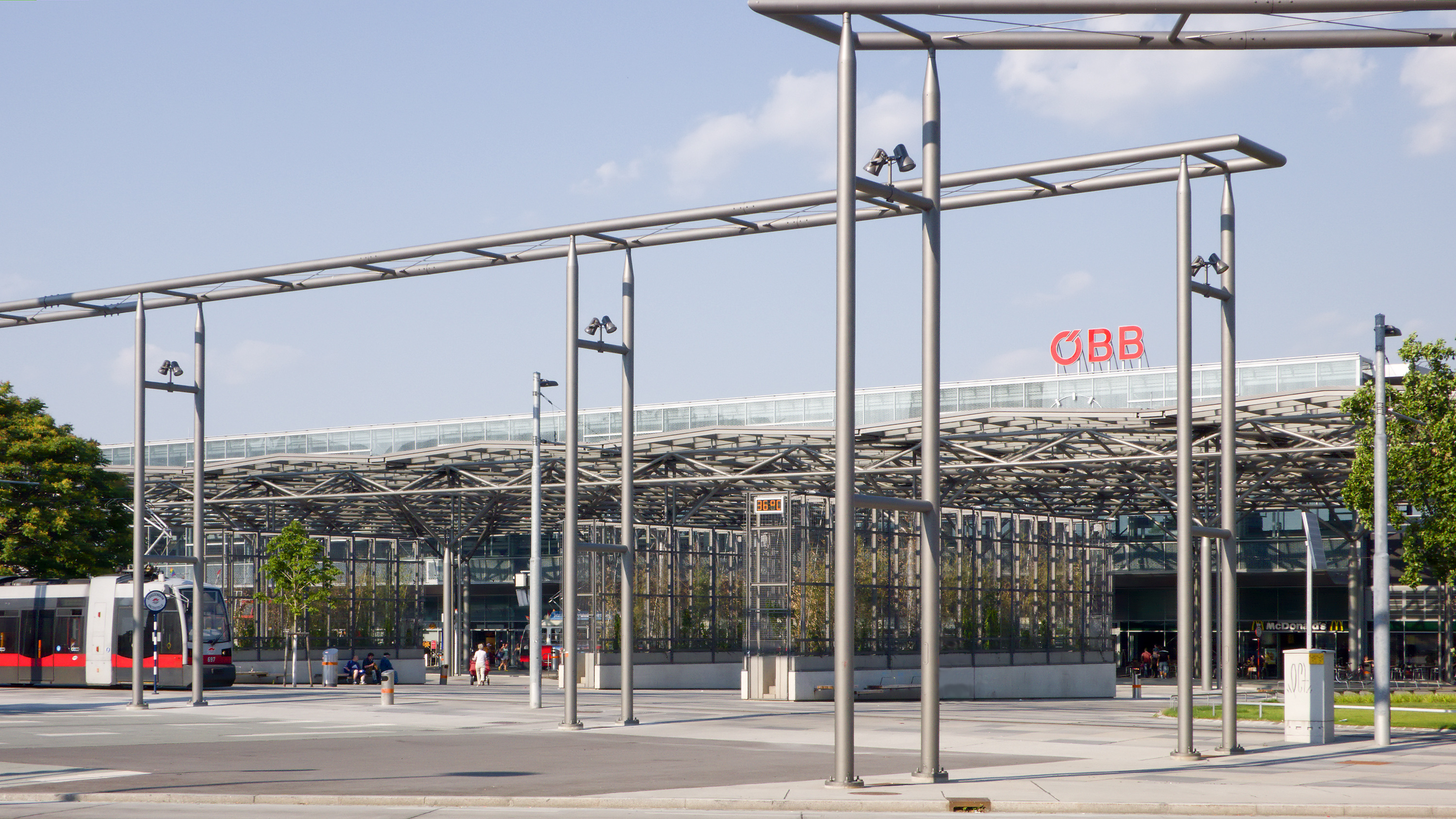
Bahnhof Wien Praterstern
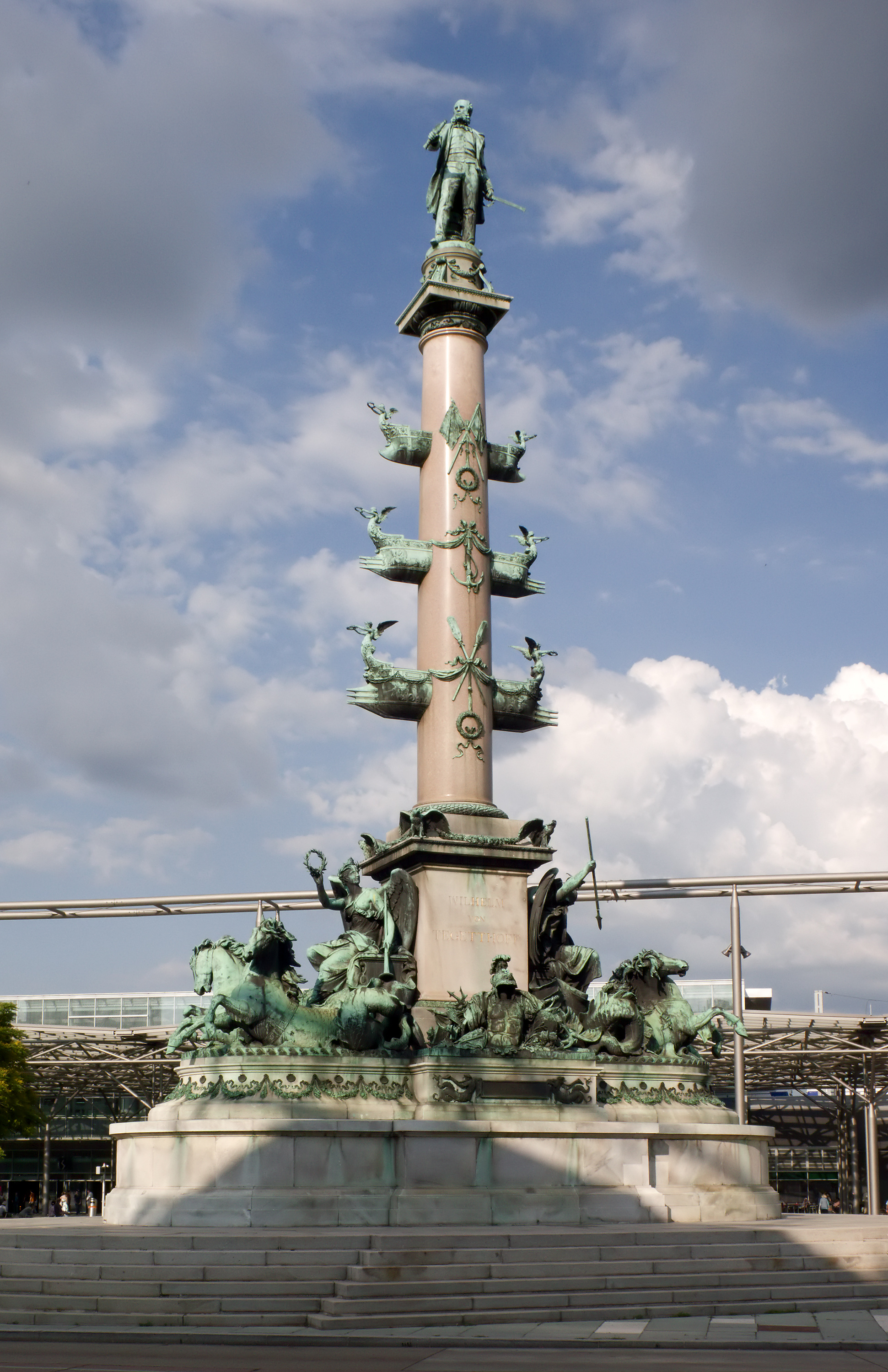
Tegetthoff-Denkmal
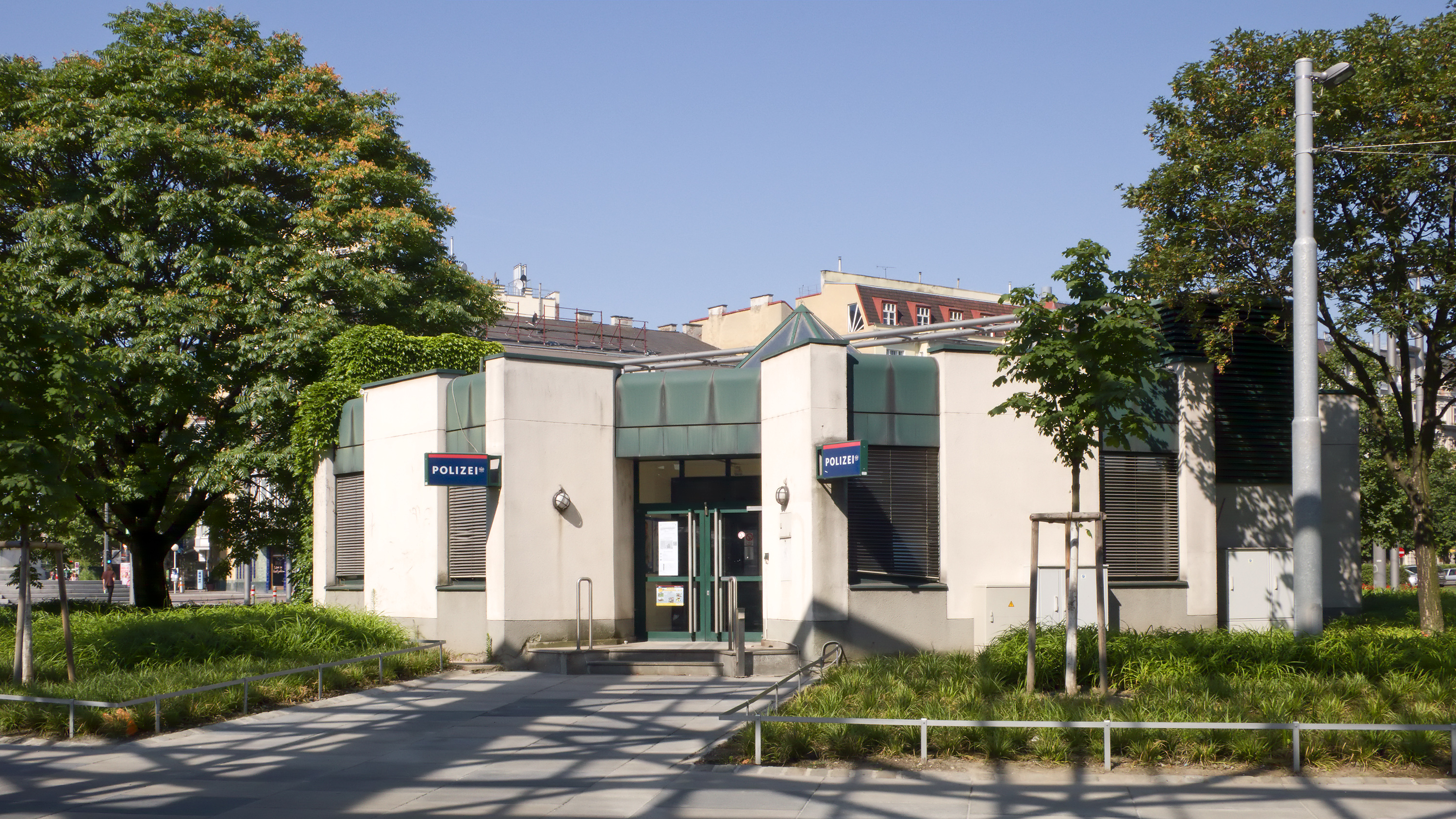
Bis August 2014: Polizeiinspektion Praterstern; ab 2021: Gastronomiebetrieb
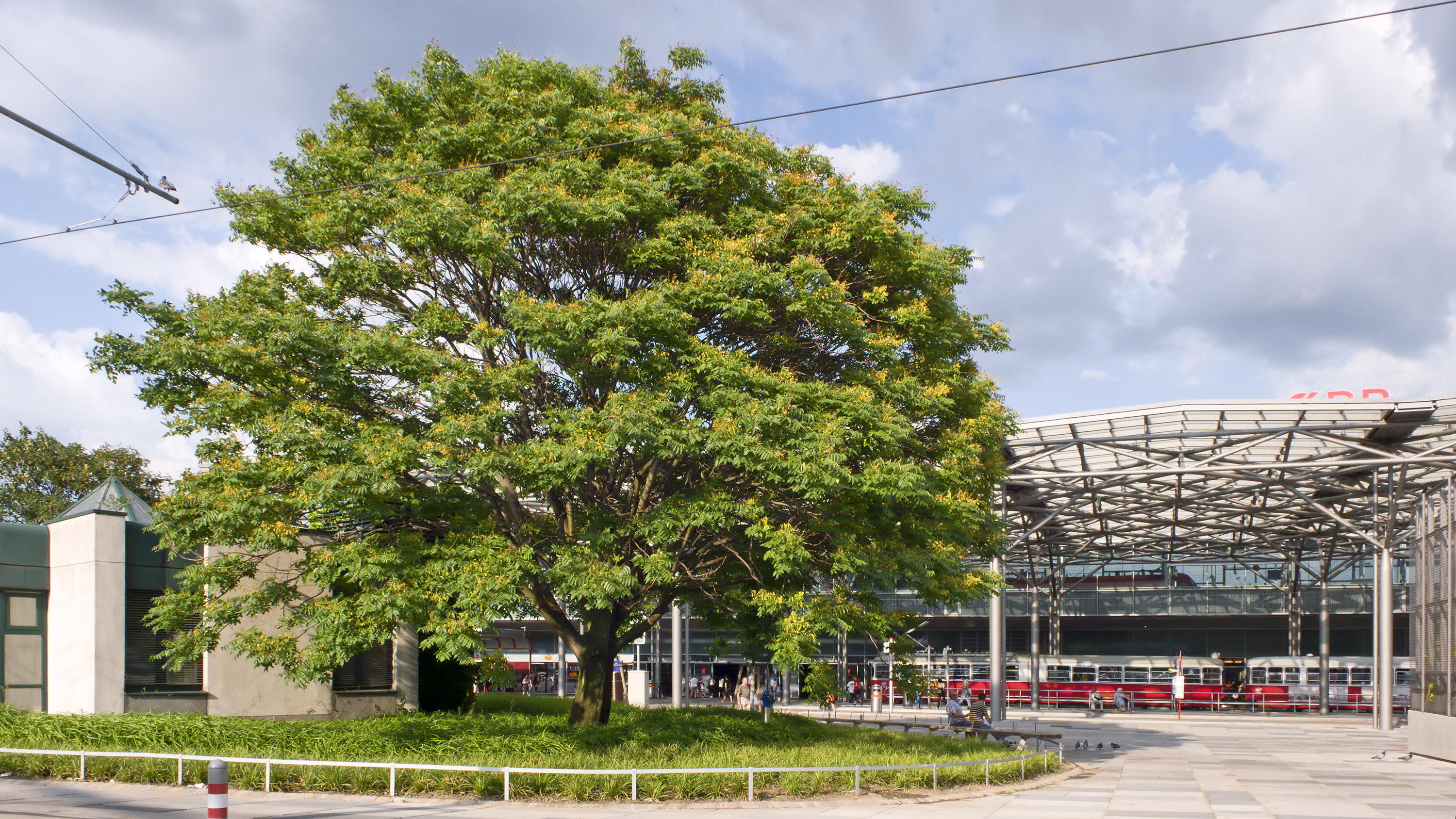
Götterbaum am Bahnhofs-Vorplatz
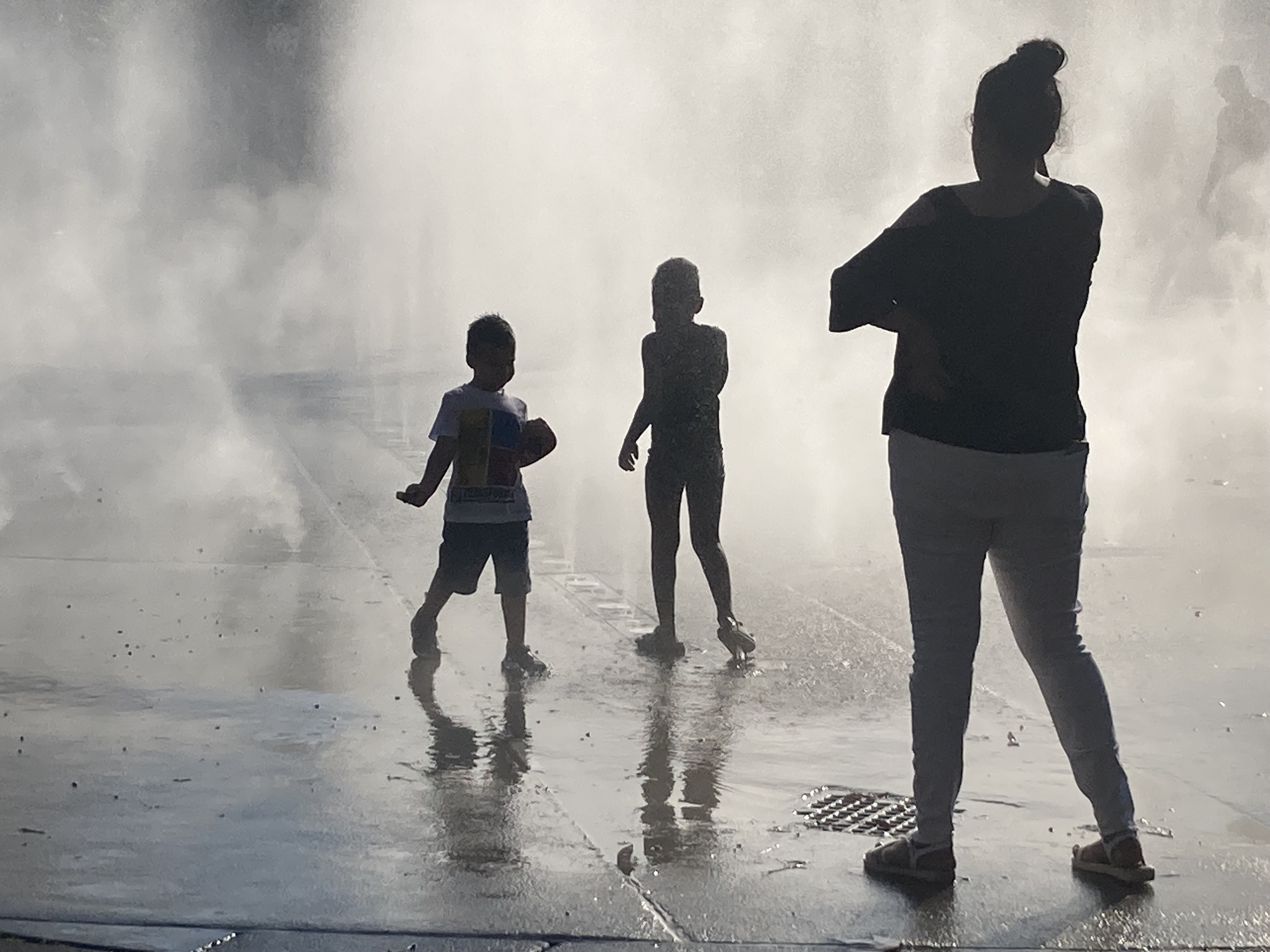
Abkühlanlage während des Sommers